# 接口模式
在系统的设计时刻常常遇到这样一个问题：类Client的实例instanceClient希望使用另一个对象instanceX提供的服务service，但在设计时刻并不能确定对象instanceX究竟属于哪个类。常见的解决办法是：将对象instanceX提供的服务service抽象为一个接口ServiceProvider，然后让对象instanceClient通过持有接口ServiceProvider的实例来使用服务service。这种通过接口间接获得服务的解决方案就是接口模式。
接口模式还可以有一些变化的形式：不止用一个接口抽象一个对象提供的服务，还可以用一组接口抽象一群对象的交互。

## 效果
接口模式有如下效果：
- 类Client不直接依赖于任何实在（concrete）的服务提供者，而仅仅依赖于轻量的接口，这样就降低了系统的耦合程度。
- 因为接口将服务独立出来，服务的提供者就可以变化。
- 因为引入了接口来间接提供服务，所以设计方案变得更加复杂。

## 评论
接口模式直接体现了面向对象设计的原则之一：“针对接口编程，而不是针对实现编程”。
许多其他的模式都应用了接口模式，只不过更为特殊。下表列出了作为接口模式特例的其他模式，并且指明了这些模式将哪些服务抽象为接口。
| 模式         | 抽象为接口的服务                    |
| 代理模式     | 对对象的访问                        |
| 抽象工厂模式 | 创建对象家族                        |
| 建造者模式   | 创建多个对象的组合                  |
| 工厂方法模式 | 对象的实例化                        |
| 原型模式     | 对象的实例化                        |
| 单例模式     | 类的唯一实例的创建                  |
| 命令模式     | 对请求的处理                        |
| 迭代器模式   | 对成员的遍历                        |
| 观察者模式   | 因目标（Subject）发生变化而作出反映 |
| 状态模式     | 状态与状态的变化                    |
| 策略模式     | 算法、策略                          |
| 访问者模式   | 作用于一组对象上的操作              |